# Werner Schünemann
Werner Schünemann (* 9. März 1920 in Wilhelmshaven; † 2004) war ein deutscher Flottillenadmiral der Bundesmarine und Zahnarzt.

## Leben
Werner Schünemann trat 1938 als Ingenieuroffizieranwärter in die Kriegsmarine ein. Er wurde auf den Kreuzern Emden und Köln eingesetzt, bevor er als Leutnant (Ing.) 1940 zur U-Bootwaffe wechselte. Ende Februar 1943 überlebte er den Untergang von U 606 im Nordatlantik und kam in amerikanische Kriegsgefangenschaft. Das Befragungsprotokoll gab Folgendes zur Person Schünemann an:
Prisoners stated that he was an ignoramus and that his ideas on Diesel engines were laughed at by the experienced petty officers. They said that he often came to the petty officers' mess at dinner time and made them stand at attention only to annoy them. His conception of security was rather curious.  He remained silent only about his own mistakes and spoke most freely on other matters.
Nach der Rückkehr nach Deutschland studierte er Zahnheilkunde und promovierte anschließend. Er arbeitete als Zahnarzt für die US-Army.
Am 1. Juni 1957 trat er in die Bundesmarine ein und war dann Hilfsdezernent beim Schiffsmaschinenkommando. 1959 kam er erst als Lehrstabsoffizier und Korvettenkapitän an die Marineschule Mürwik und wurde im gleichen Jahr für ein Jahr zum 2. Admiralstabslehrgang an die Führungsakademie der Bundeswehr nach Hamburg kommandiert. Von 1962 bis 1965 war er Hilfsreferent im Führungsstab der Marine. Es folgte bis 1969 sein Einsatz als Militärattaché an der Deutschen Botschaft in Tokio und er war als Flottillenadmiral von 1969 bis 1973 Leiter der Arbeitsgruppe der Marine an der Führungsakademie der Bundeswehr. Als Verteidigungsattaché kam er  von 1973 bis 1977 an die Deutsche Botschaft nach London, bevor er ab Anfang Oktober 1977 Abteilungskommandeur Grundlehrgang an der Führungsakademie der Bundeswehr und zeitgleich Beauftragter des Inspekteurs der Marine an der Führungsakademie war. Aus dieser Position ging er am 1. April 1980 in den Ruhestand.
Am 31. Januar 1980 wurde er mit dem Verdienstkreuz 1. Klasse ausgezeichnet.